# Libnotes (Goniodineura) cerinella
Libnotes (Goniodineura) cerinella is een tweevleugelige uit de familie steltmuggen (Limoniidae). De soort komt voor in het Australaziatisch gebied.